# Drivvedsxylografa
Drivvedsxylografa (Xylographa opegraphella) är en lavart som beskrevs av William Nylander och Joseph Trimble Rothrock. 
Drivvedsxylografa ingår i släktet Xylographa, och familjen Agyriaceae. Enligt den finländska rödlistan är arten nära hotad i Finland. Enligt den svenska rödlistan är arten sårbar i Sverige. Arten förekommer på Öland, Götaland, Svealand, Nedre Norrland och Övre Norrland. Artens livsmiljö är byggnader.